# Solenopsis daguerrei
Solenopsis daguerrei är en myrart som först beskrevs av Santschi 1930.  Solenopsis daguerrei ingår i släktet eldmyror, och familjen myror. IUCN kategoriserar arten globalt som sårbar. Inga underarter finns listade i Catalogue of Life.

## Bildgalleri

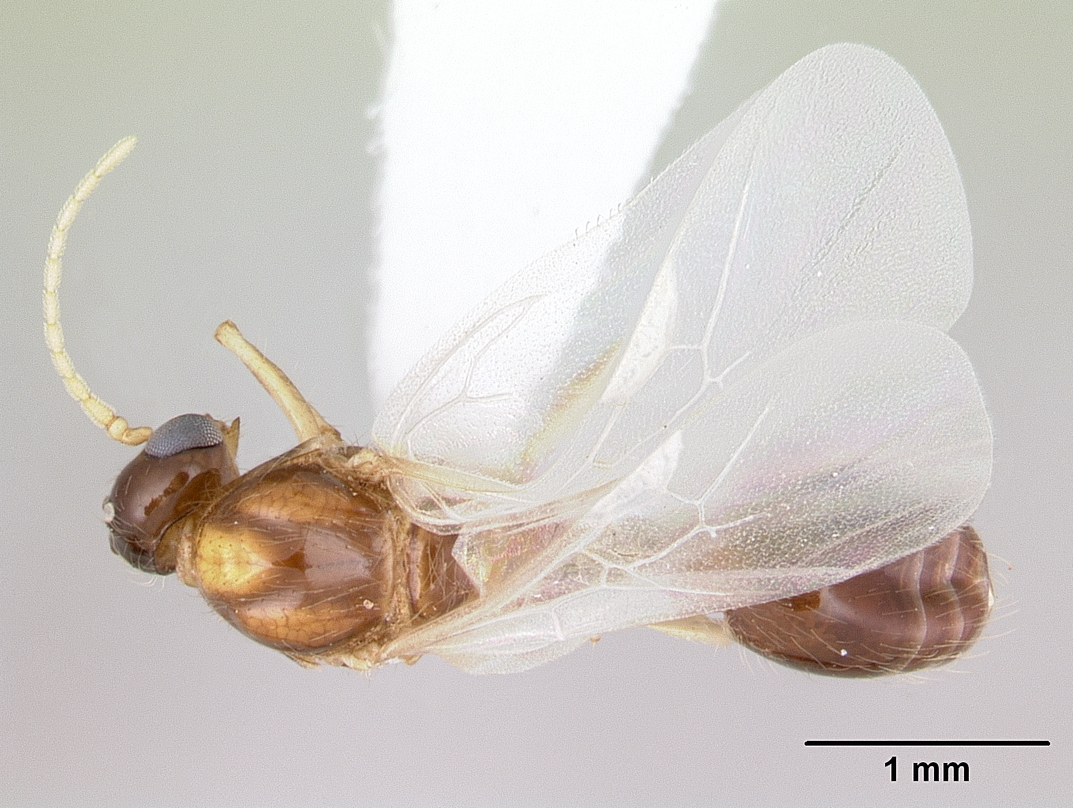
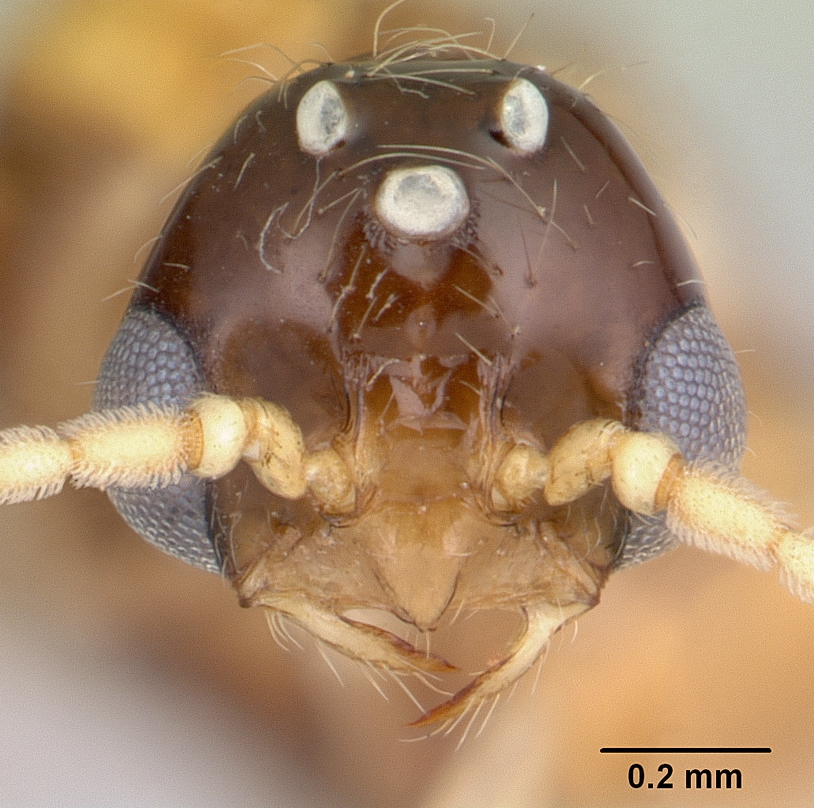
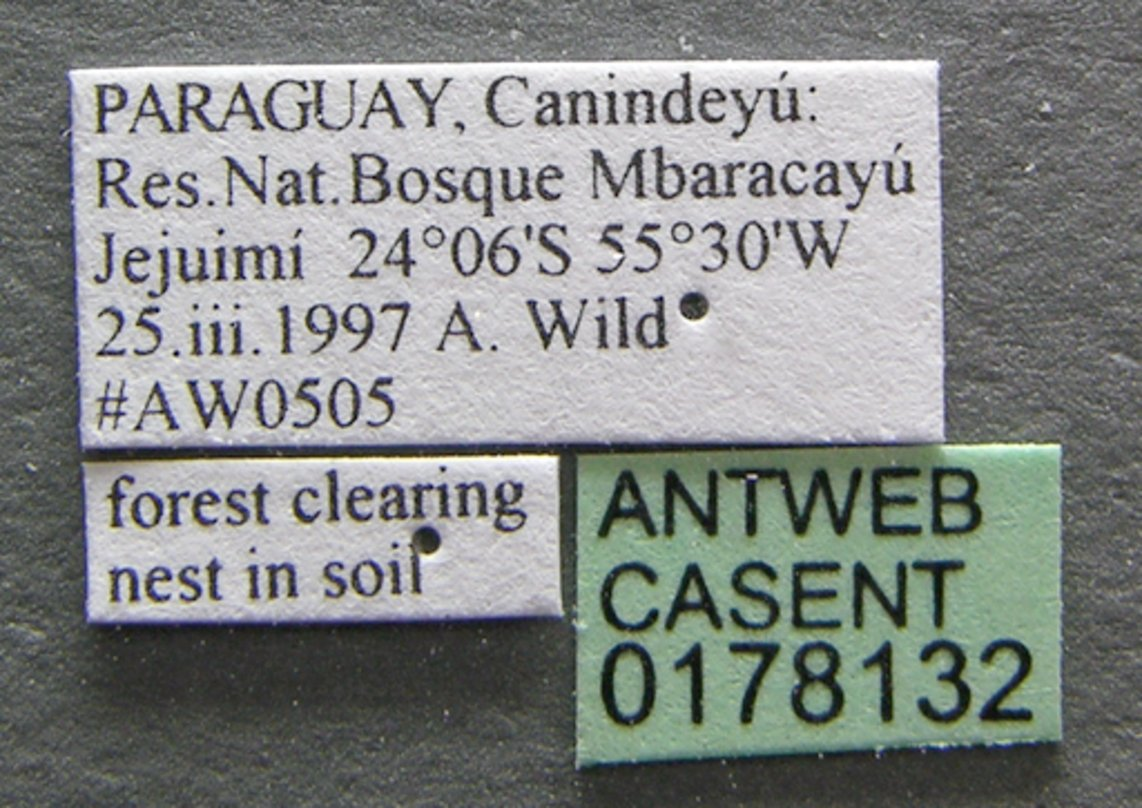
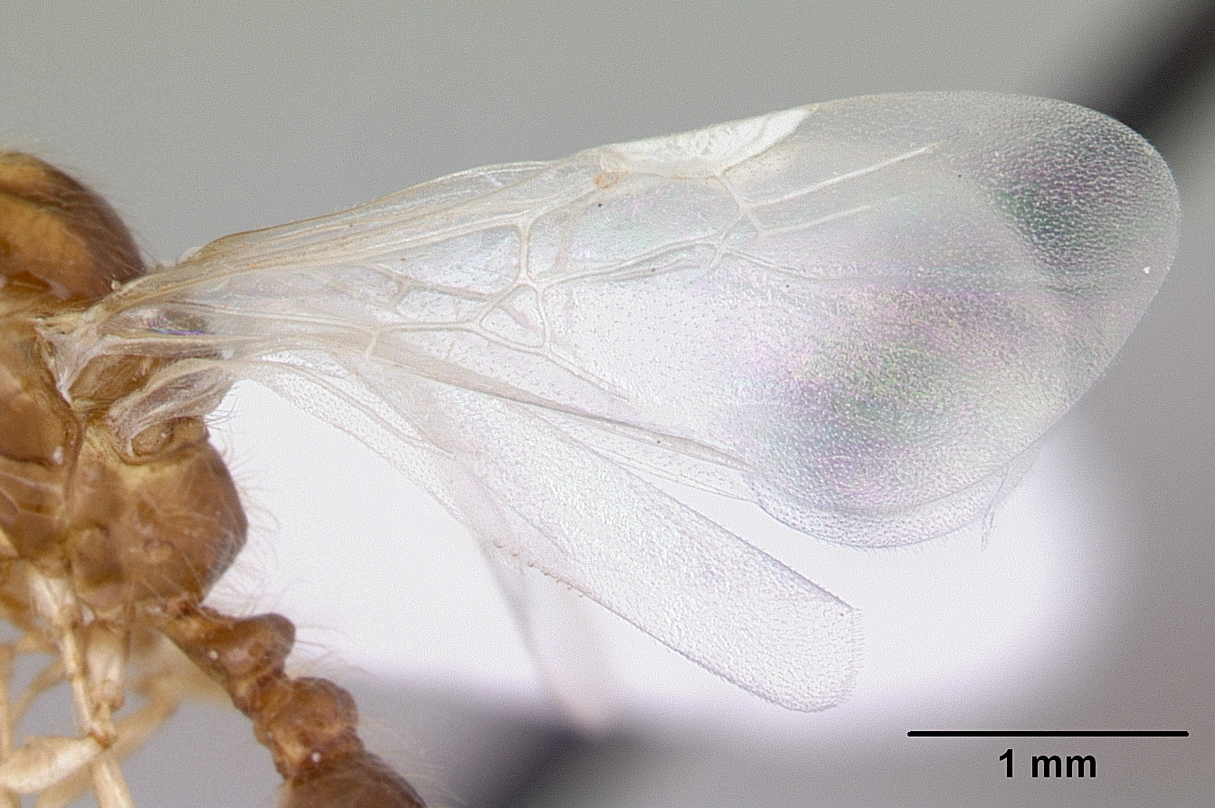
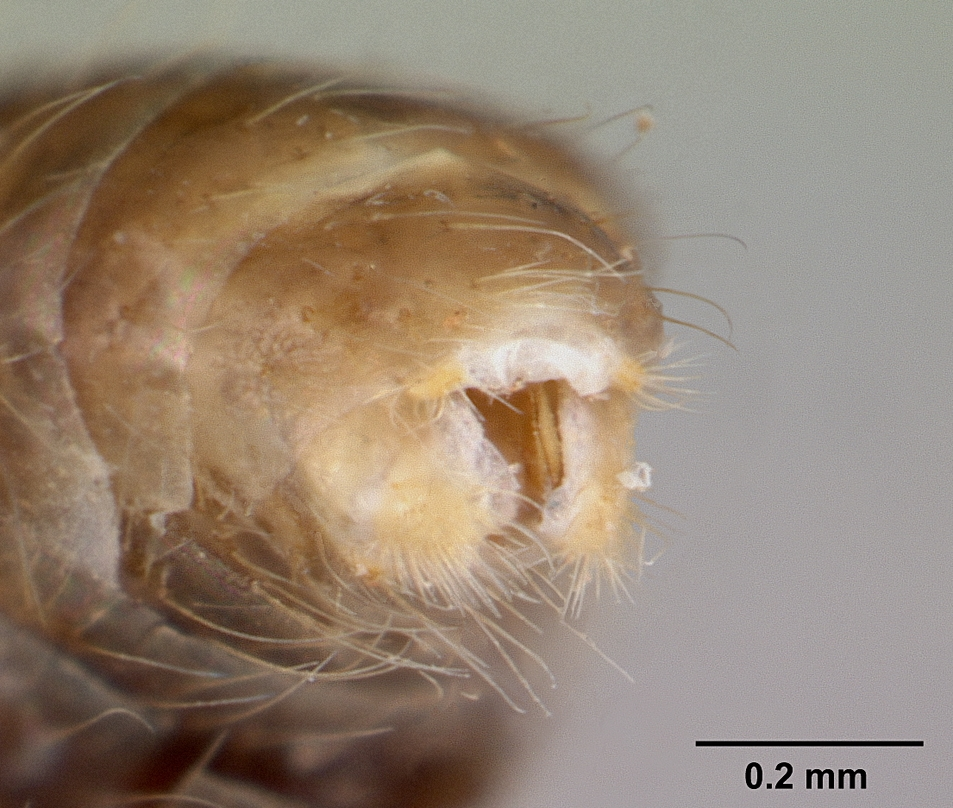